# HOTTIE CAT
HOTTIE CAT（ほってぃきゃっと）は、日本の女性レゲエダンサーチーム。

## メンバー
- MEGU（めぐ）

親交のあるダンスチーム「努」と「猫ぢから」というユニットでも活動。
- CHIE（ちえ）

既婚で1児の母。出産後は子供を持つ母親向けのダンス講習会も主催。

## 概要
- 2001年,高校の同級生同士であったMEGUとCHIEにより結成。
- 2003年、大阪で開催されたFRESHNESS REAGGAE DANCE CONTEST優勝。
- 2007年、DANCE HALL QUEEN JAPANに両人とも出場し決勝大会進出、MEGUが２ラウンドまで進出、CHIEが最終ラウンドまで進みベストドレッサーを受賞。
- 2008年、CHIEの妊娠と結婚が発表され、当面MEGUがソロで活動することになる。CHIEが9月に男児を出産。
- 2009年　CHIEが産休を経て復帰。

## 主な出演歴

### テレビ番組
- スーパーチャンプル （中京テレビ、2006年）
- カード学園 （TBSテレビ、2009年） - 『体育の時間』コーナーの講師として

### PV (ミュージック・ビデオ)
- サザンオールスターズ「BOHBO No.5S」（2005年）
- miray × HOTTIE CAT「激情」（2007年）
- lecca「My measure」（2009年）

### DVD
- DANCE NEO Vol.5 バウンティ
- ダンス・スタイル・ダイエット　リットーミュージック
- ダンス・スタイル・ダイエット　レゲエ編　リットーミュージック
- DANCEHALL ROCK! Vol.25P.P.R Production

### その他
- サザンオールスターズの2005年ライブツアー「Live Tour 2005 みんなが好きです」にバックダンサーとして参加。
- 2008年よりleccaのバックダンサーとしてTV出演時やライブに参加。